# Dobravlje, Sežana
Dobravlje je naselje v Občini Sežana.